# Busou Shinki
Busou Shinki (武装神姫, Busō Shinki) est une gamme de jouets sous forme de figurines de femmes en armure fabriquées par Konami depuis 2006 au Japon. Cette ligne de figurines a engendré la création d'une franchise médiatique composée de jeux vidéo, mangas, light novels ou encore séries d'animation japonaise.

## Synopsis
Les Shinki sont des figurines de quinze centimètres dotées de sentiments et d’intelligence. Elles sont créées pour assister les humains au quotidien, pour être leurs partenaires. Certaines d’entre elles sont même fabriquées pour participer à des combats. Ann, Ines et Lene sont trois d’entre elles. Ce sont de parfaites petites ménagères, et elles n’ont qu’un seul objectif : satisfaire leur maitre, un lycéen qui vient d’emménager au Japon. Mais leur quotidien va changer le jour où le jeune homme reçoit en cadeau une nouvelle figurine. Il va la baptiser Hina, et celle-ci n’a qu’une envie, passer à l’action.

## Personnages
Tsubasa (ツバサ)
Voix japonaise : Marina Inoue
Ken (ケンさん)
Voix japonaise : Tomokazu Sugita
Kaguya (Arnval Mk.2) (かぐや（アーンヴァルMk.2型）)
Voix japonaise : Kana Asumi
Strarf Mk.2 (ストラーフMk.2型)
Voix japonaise : Minori Chihara
Athena (アテナ)
Voix japonaise : Marina Inoue
Type Zerunogurado (ゼルノグラード型)
Voix japonaise : Ryoko Shiraishi
Type Maitre Zerunogurado (ゼルノグラード型のマスター)
Voix japonaise : Hamazoe Shinya

## Manga
Une adaptation en manga intitulée Busou Shinki 2036 (武装神姫2036) est publiée par ASCII Media Works depuis le 26 juillet 2008.
| no | Japonais        | Japonais          |
| no | Date de sortie  | ISBN              |
| -- | --------------- | ----------------- |
| 1  | 26 juillet 2008 | 978-4-04-867203-0 |
| 2  | 27 juillet 2009 | 978-4-04-867975-6 |
| 3  | 27 mai 2011     | 978-4-04-870433-5 |
| 4  | 27 octobre 2012 | 978-4-04-891060-6 |
| 5  | 27 mars 2013    | 978-4-04-891509-0 |

## Light novels
| no | Japonais                                       | Japonais          | Japonais          |
| no | Titre                                          | Date de sortie    | ISBN              |
| -- | ---------------------------------------------- | ----------------- | ----------------- |
|    | 武装神姫 ＬＯＳＴ ＤＡＹＳ (ガガガ文庫) [文庫] | 17 décembre 2011  | 978-4-09-451313-4 |
|    | 武装神姫 2 STRAY DOGS (ガガガ文庫) [文庫]      | 19 septembre 2012 | 978-4-09-451365-3 |
|    | 武装神姫 3 GHOST DIGS (ガガガ文庫) [文庫]      | 18 avril 2013     | 978-4-09-451409-4 |
|    | 武装神姫 ZERO 1 (電撃コミックス) [コミック]    | 27 mars 2010      | 978-4-04-868515-3 |
|    | 武装神姫 ZERO 2 (電撃コミックス) [コミック]    | 27 mars 2012      | 978-4-04-886382-7 |

## Anime

### Busou Shinki Moon Angel
L'ONA Busou Shinki Moon Angel comprend 10 épisodes de 5 minutes. Il est produit par Kinema Citrus pour la sortie du jeu vidéo Busou Shinki Battle Masters Mk. 2. Il est publié en ligne à partir du 7 septembre 2011. Un épisode de 40 minutes est sorti en DVD et Blu-ray au Japon le 15 mars 2012.

### Busou Shinki
La production d'une série télévisée est annoncée en mai 2012. Elle est produite au sein du studio 8-Bit avec une réalisation de Yasuhito Kikuchi, et est diffusée initialement du 4 octobre au 20 décembre 2012 sur TBS au Japon. L'anime est diffusé en streaming par Anime Digital Network dans les pays francophones. Il est aussi diffusé en simulcast par Anime Network et publié Sentai Filmworks depuis 2012 en Amérique du Nord.
| No | Titre en français                        | Titre original                                                                           | Date de 1re diffusion |
| -- | ---------------------------------------- | ---------------------------------------------------------------------------------------- | --------------------- |
| 1  | On a trouvé quelque chose d’important    | 大切なもの見つけました。 Taisetsumono Mitskemashita.                                     | 4 octobre 2012        |
| 2  | Un arrière-goût de poudre                | 隠し味は硝煙の香り Kakushi Aji wa Shōen no Kaori                                         | 11 octobre 2012       |
| 3  | Choc ! Battle Trike                      | 激突! バトルストライク Gekitotsu! Batoru Toraiku                                         | 18 octobre 2012       |
| 4  | La course autour du parc !               | レースだヨ! 公園一周 Rēsu da yo! Kōen Isshū                                              | 25 octobre 2012       |
| 5  | Des armures pour la plage                | 渚の水着アーマー Nagisa no mizugi āmā                                                    | 1er novembre 2012     |
| 6  | Cet appareil va en enfer                 | アテンションプリーズ！ 当機は地獄へ参ります Atenshon Purīzu! Tōki ha Jigoku he Mairimasu | 8 novembre 2012       |
| 7  | Une visite sous la pluie...              | 訪問者は雨音と共に… Hōmonsha ha Ameon Totomoni...                                        | 15 novembre 2012      |
| 8  | Un jour, quelque part                    | ある日どこかで Aru Hi Dokokade                                                           | 22 novembre 2012      |
| 9  | La guerre de l’empire souterrain de Lene | レーネの地下帝国ウォーズ Rēne no Chika Teikoku Wōzu                                      | 29 novembre 2012      |
| 10 | Un chant de Noël pour toi                | クリスマスソングを君に Kurisumasu Songu o Kimi ni                                        | 6 décembre 2012       |
| 11 | Qui est la plus forte ?                  | 今夜決定！最強神姫は誰だ！？ Konya Kettei! Saikyō Shinki wa Dareda!?                     | 13 décembre 2012      |
| 12 | Ne nous dis pas adieu                    | さよならは言わないで Sayonara wa Iwanaide                                                | 20 décembre 2012      |

### Musiques
| Début    | Début                  | Début                                                          | Fin      | Fin                                     | Fin     |
| Épisodes | Titre                  | Artiste                                                        | Épisodes | Titre                                   | Artiste |
| -------- | ---------------------- | -------------------------------------------------------------- | -------- | --------------------------------------- | ------- |
| OVA      | Labyrinth (ラビリンス) | MIQ                                                            | OVA      | The Weak Cross' Love (か弱き十字架の愛) | Kei     |
| 1 - 12   | Install x Dream        | Kana Asumi, Kaori Mizuhashi, Megumi Nakajima et Minori Chihara | 1 - 12   | The Sun's Sign (太陽のサイン)           | Azusa   |

## Autres médias

### Jeux vidéo
De nombreux jeux vidéo basés sur la gamme de jouets sont commercialisés au Japon.

### Artbook
Deux artbooks sont publiés au Japon par Hobby Japan, respectivement le 11 novembre 2011 et le 25 juin 2013.